# Jonathan Mynott
Jonathan Mynott es un deportista británico que compitió en tiro con arco, en la modalidad de arco compuesto.
Ganó una medalla en el Campeonato Mundial de Tiro con Arco al Aire Libre de 2001, dos medallas en el Campeonato Mundial de Tiro con Arco en Sala de 1999 y dos medallas en el Campeonato Europeo de Tiro con Arco en Sala de 2000.

## Palmarés internacional
| Campeonato Mundial al Aire Libre | Campeonato Mundial al Aire Libre | Campeonato Mundial al Aire Libre | Campeonato Mundial al Aire Libre |
| Año                              | Lugar                            | Medalla                          | Prueba                           |
| -------------------------------- | -------------------------------- | -------------------------------- | -------------------------------- |
| 2001                             | Pekín (China)                    | Medalla de bronce                | Equipo                           |
| Campeonato Mundial en Sala       |                                  |                                  |                                  |
| Año                              | Lugar                            | Medalla                          | Prueba                           |
| 1999                             | La Habana (Cuba)                 | Medalla de plata                 | Individual                       |
| 1999                             | La Habana (Cuba)                 | Medalla de plata                 | Equipo                           |
| Campeonato Europeo en Sala       |                                  |                                  |                                  |
| Año                              | Lugar                            | Medalla                          | Prueba                           |
| 2000                             | Spała (Polonia)                  | Medalla de oro                   | Equipo                           |
| 2000                             | Spała (Polonia)                  | Medalla de plata                 | Individual                       |